# Meddling Women
Meddling Women è un film muto del 1924 diretto da Ivan Abramson.

## Trama
Dopo il matrimonio di suo figlio Edwin, un drammaturgo di successo, con Grace Carruthers, la signora Ainsworth fa di tutto per rovinare la vita della coppia, insinuando che Grace sia innamorata di Harold Chase, un impresario teatrale. Le sue ingerenze finiscono per logorare il legame tra i due coniugi che si separano. L'uomo si infatua di una ballerina di cabaret, Madeline, che lavora in un locale dove si smercia alcol di contrabbando. Durante una rissa, Edwin viene messo a terra dal partner di Madeline e la botta gli fa perdere la memoria. La ballerina, allora, gli fa credere di essere John Wells, un noto contrabbandiere. La sua sparizione fa credere a tutti che sia morto e Grace, rimasta sola, sposa Chase. Quando Edwin riacquista la memoria, ritorna a casa, ma Madeline, che l'ha pedinato, gli spara... Tuttavia, tutto si rivela non essere stato che un sogno.

## Produzione
Il film fu prodotto dalla Chadwick Pictures Corporation.

## Distribuzione
Il copyright del film, richiesto dalla Chadwick Pictures, fu registrato il 31 marzo 1925 con i numeri LP20492 e LU21288.
Il film uscì nelle sale statunitensi il 15 novembre 1924. In Brasile, prese il titolo Mulheres Intrometidas.
Copie complete della pellicola si trovano conservate negli archivi della Library of Congress di Washington e in quelli dell'Academy Film Archive di Beverly Hills.